# Forrai Sándor (rováskutató)
Forrai Sándor (Munkács, 1913. március 18. – Budapest, 2007. május 25.)  gyors- és gépírástanár, rováskutató, református presbiter.

## Rovásábécéi
Forrai Sándor élete során több alkalommal kísérelte meg ősi emlékek alapján összeállítani a korszerű rovásábécét. 1973-ban Bárczy Zoltán 1971-es ábécéjét rajzolta át, három évvel később a Marsigli-féle táblázatot vette alapul. Egy botra rótt középkori székely kalendárium és egyéb rovásírásos emlékeink című, 1985-ös könyvében a 24. oldalon közli azt a változatát, aminek forrása feltehetően Györffy György 1971-ben, majd 1977-ben megjelent ábécéje. Ebben az ábécében nem voltak megkülönböztetve az A és Á, az E és É betűk, valamint a rövid és hosszú magánhangzópárok, és csak egy bogárjel szerepelt. 1986-ban már külön betűket szerepeltetett az A–Á és az E–É párnak, de egy jellel jelölte az O és az Ö rövid és hosszú változatát. Csak 1994-ben megjelent ábécéjében fordult elő először, hogy minden párnak külön betűt adott, bár a korábbi Ü-t teljesen lecserélte egy bogárjel alakúra, ami miatt az azonossá vált az Ű-vel. Utolsó, végleges ábécéjét 1995-ben alkotta meg, ebben visszatért a korábbi Ü betűjéhez.

## Tagsága
- Magyarországi Gyorsíró Szövetség
- Magyarországi Turán Szövetség
- Zürichi Magyar Történelmi Egyesület[5]
- Országos Ómagyar Kultúra Baráti Társaság[6]
- Magyar Rovók Országos Szövetsége

## Könyvei

### Dr. Erdélyi István által lektorált kiadványok
- Forrai Sándor: Küskarácsontól Sülvester estig - Egy botra rótt középkori székely kalendárium és egyéb rovásfeliratos emlékeink, Múzsák közművelődési kiadó, 1984.
- Forrai Sándor: Az írás bölcsője és a magyar rovásírás, Petőfi Sándor Művelődési Központ, Gödöllő, 1988.
- Forrai Sándor: Az ősi magyar rovásírás, Antológia Kiadó, Lakitelek, 1994.

### Lektorálatlan kiadványok
- Forrai Sándor és Andrássy Kurta János: A magyar rovásírás új megfejtései, Kiadó: Szatmári István, Garfield, N.J., USA, 1976.
- Forrai Sándor: A magyar rovásírás elsajátítása, magánkiadás, 1995, 1996.

## Tanulmányok, cikkek
- Forrai Sándor: A székelyderzsi rovásfelirat in: Reformátusok lapja, 1981. május 31.
- Forrai Sándor: A bögözi templom felirata in: Reformátusok lapja, 1981. június 21.
- Forrai Sándor: A bolognai rovásbot in: Berzsenyi Kincses Kalendáriom, Berzsenyi Dániel Irodalmi és Művészeti Társaság, 1986.
- Forrai Sándor: Mai latin betűs írásunk egyik őse a székely-magyar rovásírás in: Magyarok, 1991. szeptember-október, III. évf. 3-4. szám
- Forrai Sándor: A szkíta-magyar rovásírás in: Trianon Kalendárium, 1997.
- Forrai Sándor: Több ezer éves, magyar hangzású földrajzi nevek a Közel-Keleten in: Turán, Magyar Őstörténeti Kutató és Kiadó Kft, 1999. augusztus-szeptember
- Nyíri Mária beszélgetése Forrai Sándorral[7]